# Bacino di Shardara

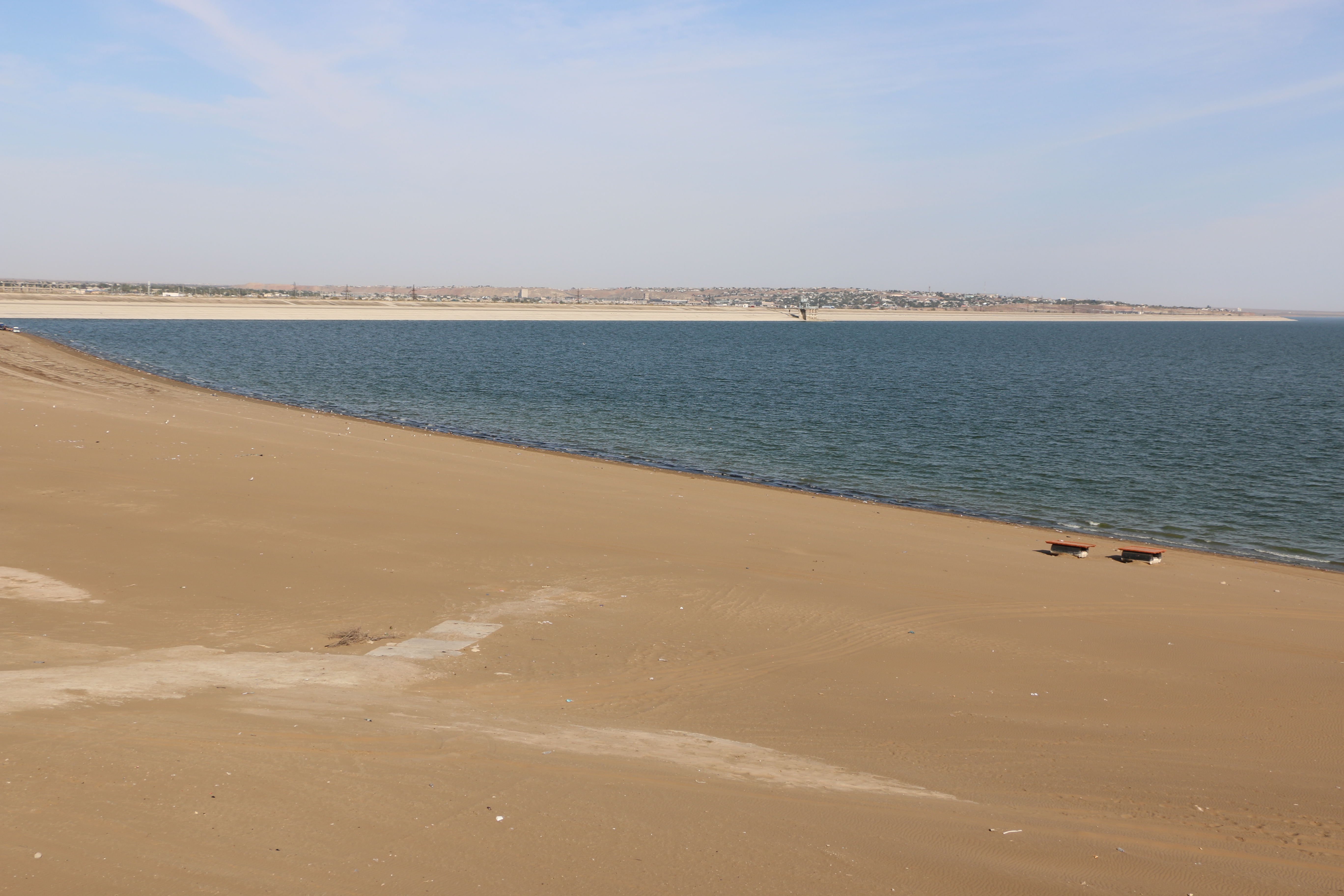
Veduta del bacino.

Il bacino di Shardara (in kazako Шардара бөгені?) è un lago artificiale del Turkistan, lungo il fiume Syr Darya.
Parte delle sponde sud-occidentali appartengono alla regione uzbeka di Jizzakh. La diga che portò alla sua formazione fu costruita tra il 1965 e il 1968 vicino alla città di Shardara. Si estende su una superficie di 783 km², misura 80×25 km ed ha un volume di stoccaggio di 5,7 km³. La centrale idroelettrica ad esso associata possiede quattro unità da 25 MW. Le acque del bacino vengono anche utilizzate per l'irrigazione dei terreni agricoli circostanti.